# Wolfgang Sommer
Wolfgang Sommer (* 23. September 1939 in Berlin) ist Pfarrer der Evang.-Luth. Bayerischen Landeskirche und emeritierter Professor für Kirchen- und Dogmengeschichte. Er war von 1988 bis 2004 Professor an der Augustana-Hochschule Neuendettelsau. 

## Leben
Nach Theologiestudium und Vikariat war er wissenschaftlicher Assistent an der Kirchlichen Hochschule Berlin, wo er auch 1970 mit einer Arbeit über die Christologie Schleiermachers promovierte. Anschließend wirkte er als Pfarrer und Religionslehrer und wurde Dozent für Kirchen- und Theologiegeschichte an der Theologischen Akademie Celle (1974 bis 1986). 1986 erfolgte die Habilitation für Kirchen- und Dogmengeschichte mit einer Arbeit über das Obrigkeitsverständnis lutherischer Hofprediger im 16. und 17. Jahrhundert. Von 1986 bis 1988 war er Privatdozent für Kirchengeschichte an der Universität Göttingen. 1988 erfolgte der Ruf an die Augustana-Hochschule. Sein Forschungsschwerpunkt liegt in der Theologie- und Frömmigkeitsgeschichte der Frühen Neuzeit. 2011 wurde er für seine Forschungsstudien mit dem Wilhelm Freiherr von Pechmann Ehrenpreis der Evangelisch-Lutherischen Kirche in Bayern ausgezeichnet. Zu seinen Schülern gehört Detlef Klahr, Landessuperintendent des evangelisch-lutherischen Sprengels Ostfriesland-Ems. 

## Veröffentlichungen (Auswahl)
- Schleiermacher und Novalis. Die Christologie des jungen Schleiermacher und ihre Beziehung zum Christusbild des Novalis. Lang, Bern und Frankfurt a. M. 1973 ((Europäische Hochschulschriften. Reihe 23, Theologie; 9) (Zugl.: Berlin, Kirchl. Hochschule, Diss., 1970), ISBN 3-261-00746-X.
- Gottesfurcht und Fürstenherrschaft. Studien zum Obrigkeitsverständnis Johann Arndts und lutherischer Hofprediger zur Zeit der altprotestantischen Orthodoxie. Vandenhoeck & Ruprecht, Göttingen 1988 (Forschungen zur Kirchen- und Dogmengeschichte; 41) (Zugl.: Göttingen, Univ., Habil.-Schr., 1986), ISBN 3-525-55148-7.
- Kirchengeschichtliches Repetitorium, zusammen mit Detlef Klahr und Marcel Nieden. Vandenhoeck und Ruprecht, Göttingen 1994 (UTB für Wissenschaft. Uni-Taschenbücher; 1796), ISBN 3-8252-1796-5 (4. Aufl. 2006).
- Wilhelm von Pechmann und die bayerische Landeskirche zur Zeit des Nationalsozialismus. Gesellschaft der Freunde der Augustana-Hochschule, Neuendettelsau 1997.
- Politik, Theologie und Frömmigkeit im Luthertum der Frühen Neuzeit. Vandenhoeck und Ruprecht, Göttingen 1999 (Forschungen zur Kirchen- und Dogmengeschichte; 74), ISBN 3-525-55182-7.
- Die lutherischen Hofprediger in Dresden. Grundzüge ihrer Geschichte und Verkündigung im Kurfürstentum Sachsen. Steiner, Stuttgart 2006, ISBN 3-515-08907-1.
- Wilhelm Freiherr von Pechmann. Ein konservativer Lutheraner in der Weimarer Republik und im nationalsozialistischen Deutschland. Vandenhoeck und Ruprecht, Göttingen 2010, ISBN 978-3-525-55005-2.
- Friedrich Veit. Kirchenleitung zwischen Kaiserreich und Nationalsozialismus (= Arbeiten zur Kirchengeschichte Bayerns, Bd. 90). Nürnberg 2011.
- Frömmigkeit und Weltoffenheit im deutschen Luthertum (= Leucorea-Studien zur Geschichte der Reformation und der Lutherischen Orthodoxie, Bd. 19). Evangelische Verlagsanstalt, Leipzig 2013, ISBN 978-3-374-03624-0.
- Nationalsozialismus und Luthertum. Akteure und politische Herausforderungen im Kontext der Evangelisch-Lutherischen Kirche in Bayern (= Die Lutherische Kirche, Geschichte und Gestalten; 30). Gütersloher Verlagshaus, Gütersloh 2019, ISBN 978-3-579-05797-2.